# Primera República de Costa Rica
Se le conoce con el nombre de Primera República de Costa Rica al período histórico del país centroamericano que abarca entre la promulgación de la Constitución reformada de 1848 en que se proclamó formalmente la República y se le declaró unitaria, libre e independiente junto al decreto ejecutivo del presidente José María Castro Madriz emitido el 31 de agosto de 1848  dejando de lado oficialmente la designación anterior de Estado, y la promulgación de la Constitución Política de Costa Rica de 1949 emitida tras la Guerra civil de Costa Rica de 1948, proceso que inaugura el período conocido por la historiografía costarricense como Segunda República.

## Historia
Costa Rica había pertenecido hasta 1838 a la Federación Centroamericana dentro de la cual era formalmente un estado. Sin embargo, este ente político se disolvió tras las constantes pugnas y guerras civiles que llevaron a su derrumbe. A pesar de esto, los intentos por reconstituir la República Federal de Centro América no fueron pocos y siempre cabía la posibilidad de que se intentara reanexar al país de reconstituirse el ente. Es precisamente en 1838 que inicia la dictadura de Braulio Carrillo Colina, quien se proclamase jefe vitalicio, pero fuera derrocado en 1842 por el liberal hondureño Francisco Morazán, quien casualmente buscaba restaurar la Federación. Morazán también sería derrocado y ejecutado para evitar la invasión militar de los países vecinos temerosos de las ansias expansionistas de Morazán y una serie de inestables gobiernos de facto de sucederían, hasta la elección de José María Castro Madriz a la edad de tan solo 28 años. La iniciativa de Madriz de proclamar definitivamente la República mediante decreto presidencial buscaba precisamente asegurar la absoluta independencia costarricense de cualquier posible estado centroamericano presente o futuro. Es por esto que el Congreso de la época otorga a Madriz el título de «Padre de la República» que aún ostenta.
Madriz fue presidente en dos ocasiones no consecutivas, pero en ambas tuvo que renunciar por golpes de estado instigados por militares. Es durante este período que se da el gobierno autoritario de Tomás Guardia, sea directamente o por medio de sus títeres. A pesar de su autoritarismo es durante la presidencia de Guardia y en parte gracias a las presiones hechas por Madriz, que se toman medidas sumamente progresistas para la época como son la abolición de la pena de muerte y la tortura. También sería durante este período que se libraría la muy trascendental Campaña Nacional de 1856-1857 liderada por Juan Rafael "Juanito" Mora Porras, considerada por muchos como la genuina "guerra de independiencia" costarricense puesto que la participación en el proceso de Independencia de Centroamérica fue virtualmente nulo por parte de Costa Rica y la lucha contra los filibusteros de William Walker en cambio inspiró los ánimos patrióticos.
La Constitución de 1847 sería reformada parcialmente en 1848 y luego reemplazada por las constituciones de 1859, 1869, 1871 y 1917. De estas, la de 1871 ha sido la de más larga duración en la historia costarricense y estuvo vigente casi ininterrumpidamente salvo por pequeños lapsos hasta 1949.
La Primera República se caracterizaría durante la mayor parte de su historia por el gobierno de una élite liberal emanada de la oligarquía empresarial y que, aunque por un lado promovería una nación progresista e inspirada en los principios del liberalismo, daría poco o ningún espacio para el disenso sea de parte de los conservadores religiosos, sea de parte de los movimientos de izquierdas que surgirían después. Aunque este statu quo se iría rompiendo lentamente. Las fricciones entre la élite liberal masónica y la Iglesia Católica afectada por las múltiples medidas secularizantes y laicistas de los liberales llegarían a su culmen en las Elecciones presidenciales de Costa Rica de 1889 donde participarían partidos políticos por primera vez. El candidato conservador respaldado por la Iglesia, José Joaquín Rodríguez Zeledón vencería al liberal oficialista Ascensión Esquivel Ibarra. El hecho de que el gobierno se vio tentado a ignorar los resultados pero finalmente no lo hizo se celebra en Costa Rica como día de la democracia. No obstante la presidencia de Rodríguez fue solo un breve lapso y los liberales retomaron el control poco después.
El verdadero flaqueo del Estado Liberal que comenzó a mostrar el agotamiento del sistema y que llevaría al final de la Primera República se empezaría a mostrar a partir de los años veinte y treinta con el surgimiento de las primeras fuerzas políticas izquierdistas que comenzaron a cuestionar el modelo económico liberal y la desigualdad social, entre otras el Partido Reformista del padre Jorge Volio, el Partido Socialista Costarricense, la Sección Costarricense de la APRA y especialmente el Partido Comunista Costarricense. Son estas inquietudes sociales las que llevarían al poder al reformador social de Costa Rica, el presidente socialcristiano Rafael Ángel Calderón Guardia quien, en alianza con la Iglesia liderada por Víctor Manuel Sanabria y el Partido Comunista de Manuel Mora, emitiría las Garantías Sociales. No obstante, las tensiones entre Calderón y la oposición acaudillada por Otilio Ulate Blanco y José Figueres Ferrer causarían el estallido de la guerra civil que puso fin a la Primera República.

## Gobierno y política
Con la Constitución de 1847 se crea por primera vez el cargo de Presidente de la República (antes Presidente del Estado) y se crea un Vicepresidente que lo sustituye en sus ausencias temporales o permanentes, sin embargo el cargo de vicepresidente sería abolido en 1859 y no se le restauraría hasta la creación de las dos vicepresidencias en 1949. En su lugar existían "designados a la presidencia" electos entre los legisladores. La Constitución de 1847 establecía un sistema unicameral con un único parlamento llamado Congreso Constitucional, sin embargo las constituciones de 1844, 1859, 1869 y 1917 estipularon todas sistemas bicamerales con un Senado y una Cámara de Representantes o Diputados. También establecían un Poder Judicial independiente.

## Religión
La Constitución Política del 10 de febrero de 1847 establecía en su artículo 37: "El Estado Profesa la Religión Católica, Apostólica, Romana, única verdadera, la protege con leyes sabias y justas y no permite el ejercicio público de ninguna otra". En este sentido el catolicismo no era solamente la religión oficial del estado sino que además no se permitía la práctica, al menos públicamente, de ninguna otra. Sin embargo, dada la uniformidad religiosa del pueblo costarricense en la época esto resultó poco polémico. Aun así, la Constitución reformada de 1848 que inaugura la Primera República rescató la tolerancia a otros cultos sin dejar de consagrar la oficialidad de la Iglesia católica y el deber del estado de financiarla en exclusivo y sin poder financiar otros cultos. Esto se mantuvo idéntico en la siguiente Constitución de 1859. La subsiguiente de una década después estipuló un añadido que hacía más explícita la libertad de culto al establecer que, si bien contribuía al mantenimiento de la religión católica "el Gobierno la protege, y no contribuye con sus rentas a los gastos de otros cultos, cuyo ejercicio, sin embargo tolera".
Durante la administración de Juan Rafael Mora Porras se suscribió con la Santa Sede el hasta ahora único Concordato entre la Iglesia católica y la República de Costa Rica. En él se establecían una serie de derechos y privilegios para la Iglesia incluyendo la prohibición del Estado de expulsar órdenes religiosas y ciertos fueros eclesiásticos que aplicaban en la legislación civil. El Concordato sería denunciado (abolido) en 1884 por el gobierno costarricense con lo que se pondría fin a la mayoría de estas prerrogativas, aunque algunas pocas permanecerían.
La Francmasonería sería introducida oficialmente en 1865 por el sacerdote Francisco Calvo, aunque ya antes hay registro de procesos judiciales contra masones iniciados por extranjeros. En cualquier caso la masonería al igual que la Sociedad Teosófica se popularizarían mucho entre las élites políticas e intelectuales del país. La Teosofía en particular introduciría al país algunas de las ideas espirituales orientales hasta entonces ajenas, particularmente del budismo.
La Constitución Política de 1871, cuerpo normativo que por más largo tiempo ha aplicado en el país, contenía en su artículo 51 una redacción virtualmente idéntica al artículo 75 de la actual constitución: "La Religión Católica, Apostólica Romana, es la del Estado, el cual contribuye a su mantenimiento, sin impedir el libre ejercicio en la Republica, de ningún otro culto que no se oponga a la moral universal ni a las buenas costumbres".  Estableciendo así la libertad de consciencia y de culto con la única limitante de no ir contra la «moral universal y las buenas costumbres». A partir de la consolidación del Estado liberal en 1870 empiezan a gestarse las primeras tensiones entre la Iglesia y la élite gobernante liberal.  Los presidentes masones y liberales Próspero Fernández y Bernardo Soto toman algunas de las medidas más anticlericales (al menos desde la perspectiva de la Iglesia) como son la expulsión de los jesuitas y del controversial obispo Bernardo Augusto Thiel, la derogación del Concordato, prohibición de las órdenes monásticas, la aprobación del divorcio y del matrimonio civil (aunque el católico seguía siendo jurídicamente válido), el cierre de la Universidad de Santo Tomás y la secularización de los cementerios.  La molestia de la Iglesia llevaría a las tensas elecciones de 1889 donde el país estuvo al borde de una guerra civil, pero que se resolvieron con el triunfo del candidato apoyado por la Iglesia José Joaquín Rodríguez Zeledón.
Pero durante la administración de Rodríguez habría pocos cambios en el proceso de secularización.  El sucesor y yerno de Rodríguez, Rafael Iglesias enfrentaría la candidatura opositora del partido clerical Unión Católica que resultaría fracasada y poco después Iglesias reformaría la Constitución para prohibir la existencia de partidos oficialmente religiosos.  A pesar de esto, tras las tensiones de la década de 1880 a 1889 la Iglesia y la élite liberal encontrarían una estabilidad surgida del mutuo entendimiento y separación de sus respectivos campos de acción.
El 1 de junio de 1904 se funda en Costa Rica la primera sede oficial de la Sociedad Teosófica de la mano del pintor Tomás Povedano. A principios del siglo XX oleadas migratorias hacia la Primera República aprovechando los proyectos de desarrollo rurales como las plantaciones bananeras y la construcción del Ferrocarril al Atlántico, o que escapaban de la persecución en sus países de origen, atrajo al país a nuevos grupos étnicos que fueron rompiendo la uniformidad religiosa del país, incluyendo judíos polacos, jamaiquinos protestantes, libaneses maronitas y chinos budistas.